# Matengo (peuple)
Pour les articles homonymes, voir Matengo.

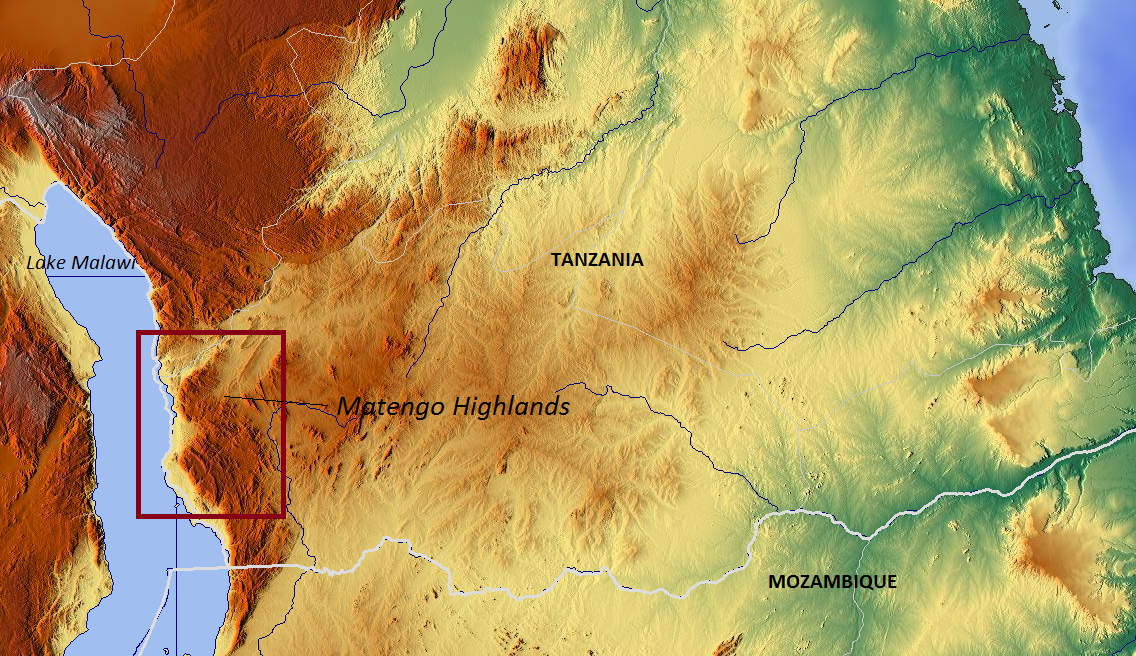
Localisation des Matengo Highlands

Les Matengo sont un peuple bantou d'Afrique de l'Est établi au sud-ouest de la Tanzanie.

## Ethnonymie
Selon les sources, on observe plusieurs variantes : Chimatengo, Kimatengo, Matengos, Wamatengo.

## Langues
Leur langue est le matengo, une langue bantoue dont le nombre de locuteurs était estimé à 150 000 en 1987. 